# Spanische Furie
Westeuropa

Oosterweel – Dahlen – Heiligerlee – Jemgum – Jodoigne – Le Quesnoy – Brielle – Mons – Goes – 1. Mechelen – Naarden – Middelburg – Haarlem – Alkmaar – Geertruidenberg – Leiden – Delft – Valkenburg – Mooker Heide – Schoonhoven – Zierikzee – 1. Antwerpen – Gembloux – Rijmenam – 1. Deventer – Borgerhout – 1. Maastricht – 2. Mechelen – 1. Steenwijk – Kollum – 1. Breda – Noordhorn – Niezijl – Lochem – Lier – Eindhoven – Steenbergen – Ghent – Aalst – 2. Antwerpen – IJsseloord – Empel – Boksum – 1. Grave – 1. Venlo – Axel – Neuss – 1. Rheinberg – Zutphen – 1. Sluis – 1. Bergen-op-Zoom – 2. Geertruidenberg – 2. Breda – 2. Zutphen – 2. Deventer – Delfzijl – Knodsenburg – 1. Hulst – Nijmegen – Rouen – Caudebec – 2. Steenwijk – 1. Coevorden – 3. Geertruidenberg – 2. Coevorden – Groningen – Huy – 1. Groenlo – Lippe – Calais – 2. Hulst – Turnhout – 2. Rheinberg – 1. Moers – 2. Groenlo – Bredevoort – Enschede – Ootmarsum – 1. Oldenzaal – 1. Lingen – 1. Schenckenschans – Zaltbommel – Rees – San Andreas – Nieuwpoort – 3. Rheinberg – Ostende – 1. 's-Hertogenbosch – 2. Grave – Hoogstraten – 3. Sluis
Zwölfjähriger Friede

2. Lingen – 3. Groenlo – Aachen – Jülich – 2. Bergen op Zoom – Fleurus – 3. Breda – 2. Oldenzaal – 4. Groenlo – 2. 's-Hertogenbosch – Slaak – 2. Maastricht – Leuven – 2. Schenkenschans – 4. Breda – 2. Venlo – Kallo – 3. Hulst
Europäische Gewässer

Vlissingen – Borsele – Haarlemmermeer – Zuiderzee – Schelde – Lillo – Ponta Delgada – Bayona Islands – Golf von Almería – 1. Cadiz – Azoren – Straße von Dover – 2. Sluis – 1. Kap St. Vincent – 1. Gibraltar – 2. Gibraltar – 2. Cadiz – Lizard Point – Dünkirchen – Calais – Downs – 2. Kap St. Vincent – 2. St. Martin
Amerika

Bahia – Matanzas – St. Martin – San Juan – Abrolhos – Pernambuco – Südchile
Ostindien

Playa Honda – 1. San Salvador – 2. San Salvador – La Naval de Manila – Puerto de Cavite

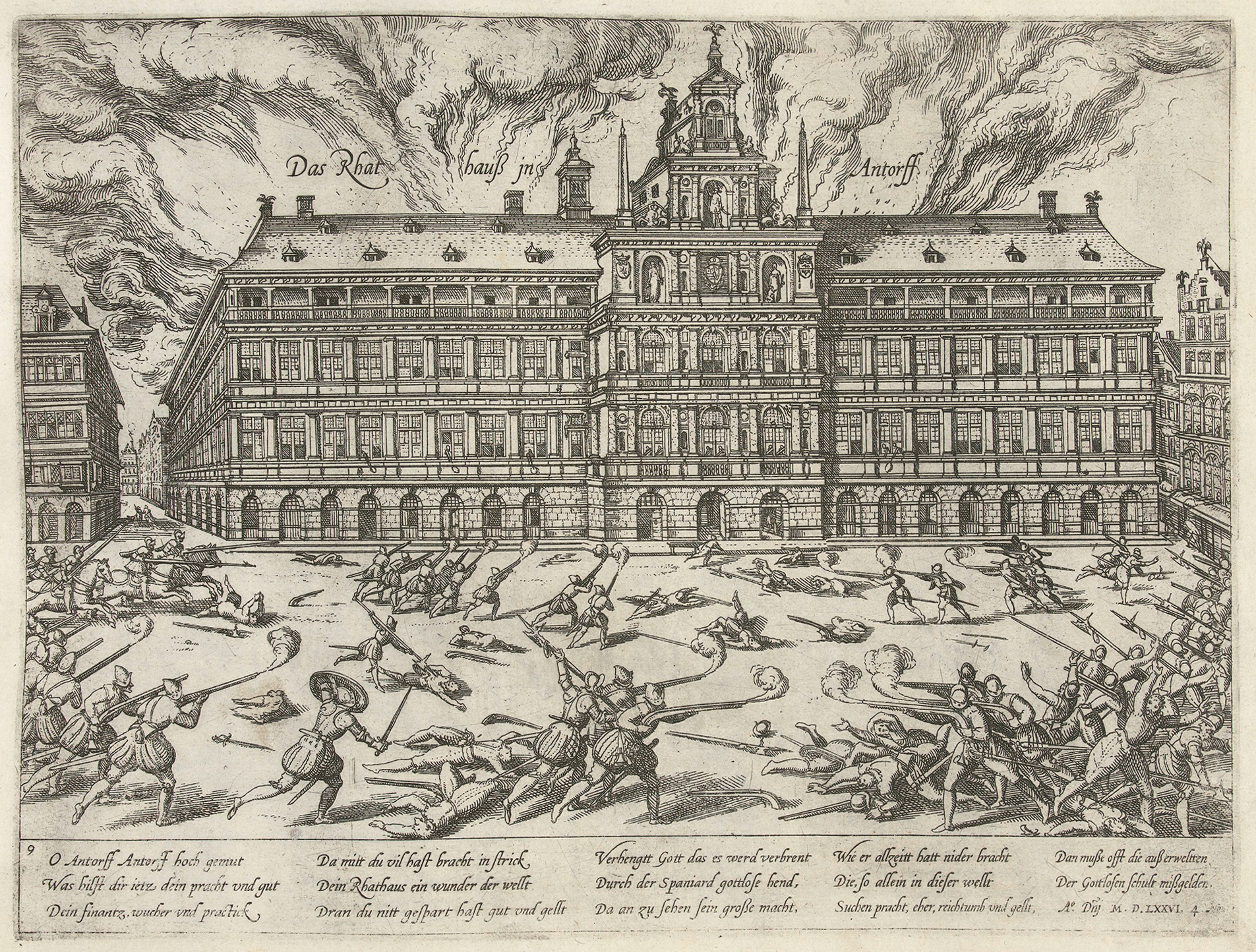
Frans Hogenberg: Der Große Markt und das Rathaus während der Spanischen Furie in Antwerpen

Als Spanische Furie (niederländisch Spaanse Furie) wird das Plündern und Niederbrennen Antwerpens, verbunden mit dem Niedermetzeln vieler seiner Bewohner, im Achtzigjährigen Krieg (1568–1648) bezeichnet. Das Wort ‚Furie‘ ist mutmaßlich nach der Tat von den mythologischen Rachegöttinnen Furien abgeleitet worden.
Am 4. November 1576 begannen in spanischen Diensten stehende Söldnertruppen mit Plünderungen, was zu drei Tage währenden Gräueltaten in der Stadt ausartete, die zu jener Zeit als das kulturelle, ökonomische und finanzielle Zentrum in den spanischen Niederlanden galt. Ursache des unrühmlichen Geschehens waren monatelang ausstehende Soldzahlungen an ihre Truppen seitens der spanischen Krone.

## Vorgeschichte
König Philipp II. hatte am 1. September 1575 für Spanien den zweiten Staatsbankrott (der erste war 1557) erklärt. Fehlendes Geld machte Zahlungen an die in der Grafschaft Flandern eingesetzten Truppen unmöglich. Das Königshaus bekämpfte mit dem Heer die aufständischen protestantischen Nordprovinzen. Einige Einheiten dort warteten schon zwei Jahre auf ihren Sold. Dies war der Grund, warum sie in den Niederlanden neben Kriegszügen Raubzüge bei der Bevölkerung zu ihrer Verpflegung und für ihren sonstigen Bedarf machten.
Bei der Einnahme der Stadt Zierikzee war, abweichend von den sonst üblichen Gepflogenheiten, den spanischen Soldaten verwehrt worden, die Stadt zu plündern oder anderen Kriegsgräueln wie etwa Vergewaltigungen und dem Töten männlicher Einwohner nachzugehen. Philipp von Spanien hatte dies untersagt, um weitere Unruhen in den Niederlanden zu vermeiden.
Die spanischen Soldaten, ermüdet von Kämpfen in numerischer Unterlegenheit gegen Truppen der rebellierenden Protestanten, ohne größere Ruhepause, ohne ihren Sold und zudem führungslos nach dem Tode des spanischen Statthalters Luis de Zúñiga y Requesens, meuterten. Zuerst sperrten sie ihre Offiziere im Quartier in Zierikzee ein. Dann beschlossen die Meuternden, sich an den Städten schadlos zu halten und entschieden sich für den Weg ins reiche Antwerpen, um „sich selbst zu bezahlen“. Sie zogen marodierend durch Brabant und Flandern, von den nördlichen Niederlanden in den vermögenderen Südteil.
Im Juli 1576 eroberte eine Truppeneinheit die friedliche Stadt Aalst. Die Meuterer massakrierten alle Einwohner und ergriffen Besitz von der wohlhabenden Stadt. Ihre Truppenstärke war auf 3.000 Mann angewachsen. Daraufhin beschlossen die Generalstaaten am 26. Juli 1576, dass sich die Bevölkerung bewaffnen solle, um jeden Spanier, Soldat oder nicht, zu vertreiben und verpflichteten wallonische und deutsche Söldner, die nunmehr neben den holländischen Rebellen aus den Nordprovinzen die fremden Truppen bekämpfen sollten. Anfang September schlossen sich die spanischen Offiziere ihren meuternden Mannschaften an.
Außer den Provinzen Holland und Zeeland war nur Brüssel fest in den Händen der aufständischen Niederländer. Die Schlossbefestigungen in Valenciennes, Gent, Utrecht, Maastricht und anderen Städten wurden von spanischen Veteraneneinheiten gesichert. Maastricht gelang es im Oktober mit Hilfe einer deutschen Garnison, die Spanier kurzzeitig aus der Stadt zu vertreiben. Nach der Rückeroberung und Plünderung der Stadt am 20. Oktober 1576 wandten sich die spanischen Truppen Antwerpen zu, wo sie genug Gold und zahlreiche Waren vermuteten. Die Zitadelle von Antwerpen war bereits von einer spanischen Einheit unter dem Befehl Sancho d’Avilas gehalten.
Am 3. November 1576 traf zwar der neue spanische Statthalter, Don Juan de Austria, in den Niederlanden ein, doch zu spät, um den aufgestauten Unmut im Heer beruhigen zu können. Er war gegen das Geschehen in Antwerpen machtlos.

## Ereignisse in Antwerpen
Da Stadtkommandant Champagny vermutete, dass die Stadt gegenüber den anrückenden Spaniern mit nur einer kleinen Gruppe deutscher Söldner des Grafen Oberstein unterlegen war, bat er um Unterstützung. Er erhielt von den Generalstaaten daraufhin ein wallonisches Regiment zur Verstärkung. D’Avila war es unterdessen gelungen, vom leicht angetrunkenen Oberstein die schriftliche Zusage zu erhalten, dass die Bürger entwaffnet und ihre Waffen in der Zitadelle abgegeben werden sollten. Am 3. November, dem Tag darauf, entschloss sich Oberstein jedoch, nun im nüchternen Zustand, das Papier und die Aufforderung d’Avilas, diese Vereinbarung umzusetzen, zu ignorieren. Als in den folgenden Stunden nichts geschah, ließ d’Avila die Stadt aus der Zitadelle mit Kanonen beschießen. Die Bürger begannen daraufhin, einen Schutzwall zu errichten, um ihrerseits Kanonen in Richtung auf die Zitadelle in Stellung zu bringen.
Am Morgen des 4. November herrschte bis 10 Uhr starker Nebel. Die spanischen Söldner trafen vor Antwerpen ein und sie schafften es, in die Festung zu gelangen und sich mit den dort stationierten Soldaten sowie von anderen Orten gekommenen Söldnern zu vereinen. Champagny wurde der Situation gewahr und konzentrierte seine Streitmacht in der Stadt, während das wallonische Regiment und die deutschen Söldner gegenüber der Zitadelle postiert wurden. Die Mauern der Stadt waren schwach, wurden aber mit etwa 6.000 Bürgern verstärkt.
Gegen Mittag verließen etwa 5000 spanische Fußsoldaten und 600 Kavalleristen die Festung. Ohne Kampf gelangten die Spanier in die Straßen Antwerpens. Champagny sammelte daraufhin eine deutsche Einheit und begann Widerstand zu organisieren. Die Deutschen konnten aber das Fehlen wallonischer Kräfte, die auf dem Rückzug waren, nicht wettmachen. Champagny forderte schließlich die Bürger auf, ihre Häuser zu verteidigen. Es kam zu einer Meuterei samt Festungsbesatzung in den Straßen der Stadt und einem enormen Blutbad. Champagny ergriff zusammen mit einigen Holländern die Flucht. Oberstein verlor beim Versuch, in ein Boot zu gelangen, den Halt und ertrank im Fluss.
Gegen Tagesende versammelten sich die letzten Widerstand leistenden Bürger auf dem Platz vor dem Rathaus. Mit dem Tod des Markgrafens der Stadt endete der Widerstand. Einige Aufständische flüchteten ins Rathaus, das die spanische Soldateska anzündete. Sie legte auch weitere Brände in der Stadt und begann mit der Plünderung.
Unter den Schlachtrufen Santiago! España! A sangre, a carne, a fuego, a sacco! (Heiliger Jakobus! Spanien! Blut, Fleisch, Feuer, Plünderung!) folterten, vergewaltigten und mordeten sie, um Verstecke von Vermögenswerten zu erfahren. Es kam auch zu Hinrichtungen. Zwischen 8.000 und 10.000 Menschen starben und große Eigentumswerte gingen durch das Niederbrennen von etwa 600 bis 800 Häuser durch das sich ausbreitendem Feuer verloren. Überlebende des Kampfes wurden entweder getötet (viele wurden in der Schelde ertränkt) oder als Geisel genommen. Die Grausamkeit und Zerstörungen dieser drei Tage voller Raserei wurden als die „Spanische Furie“ bekannt.

## Folgen
Der schockierende Vorgang entfremdete viele in den Niederlanden, sogar Katholiken, von der Monarchie der spanischen Habsburger und trübte das ohnehin bereits beschädigte Ansehen Philipps II. Die Vorfälle beförderten das Zustandekommen der Genter Pazifikation am 8. November 1576, in der sich nunmehr fast alle niederländischen Provinzen, auch die bisher im Achtzigjährigen Krieg eher loyal zum spanischen Hof stehenden Südprovinzen, dem Freiheitskampf anschlossen.
Die „Spanische Furie“ beendete zehnjährige spanische Bemühungen, die Macht über die rebellierenden Provinzen in den Niederlanden wiederzugewinnen.
Am 1. August 1577 gelang es den Antwerpenern durch Zahlung des rückständigen Solds und großer Summen an die Befehlshaber, die spanische Besatzung zur Räumung der Zitadelle zu bewegen und alle fremden Truppen aus der Stadt zu entfernen. Nachdem die Meuterer die Stadt verlassen hatten, zerstörten die Städter die von den Spaniern erbaute Zitadelle.